# جزيرة مونيتو
```
جزيرة مونيتو
 (
(
بالإسبانية
: 
Islote Monito
)‏
) هي 
جزيرة
 غير مأهولة تقع على بعد حوالي 3.1 ميلاً (5 كيلومترات) شمال غرب جزيرة مونا الأكبر منها حجماً. 
مونيتو
 هو اسم 
مصغر
 
ومذكر
 من 
منى
 باللغة 
الإسبانية
. إنها واحدة من ثلاث جزر في Mona Passage، وجزء من Isla de Mona e Islote Monito 
barrio، الذي بدوره
 جزء من بلدية 
ماياجويز
، 
بورتوريكو
. لا يمكن الوصول إلى هذه الجزيرة عن طريق البحر وتعتبر عاقرة. يصل علوها إلى 
213 قدم (65
 
م)
 وكبرها هو 
0.06 ميل مربع (0.16
 
كـم
2
)
 أو 36.25 
أكر
 (14.67 هكتار).
```

جزيرة مونيتو هي الموطن الوحيد لابو بريص مونيتو، حيث يتواجد فقط على هذه الجزيرة. 

## صور

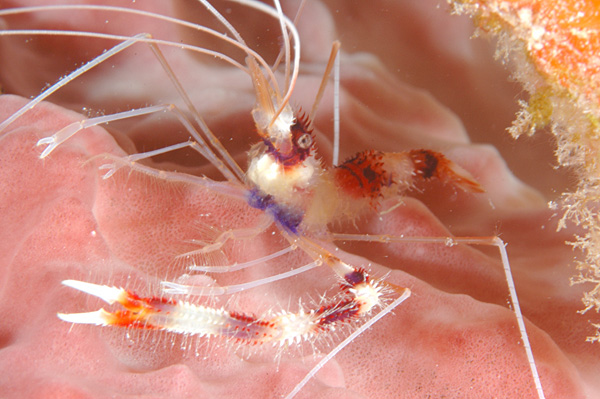
نوع من الروبيان
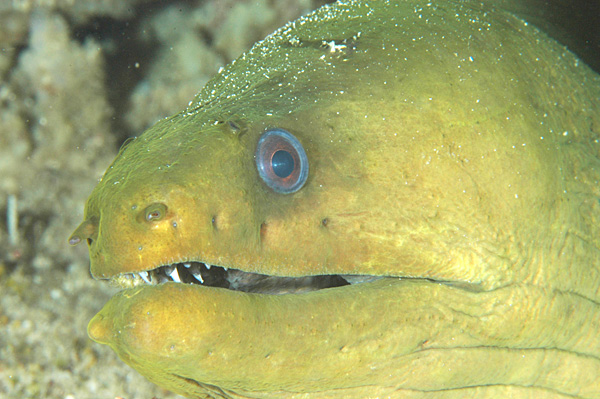
أنقليس موراي الأخضر
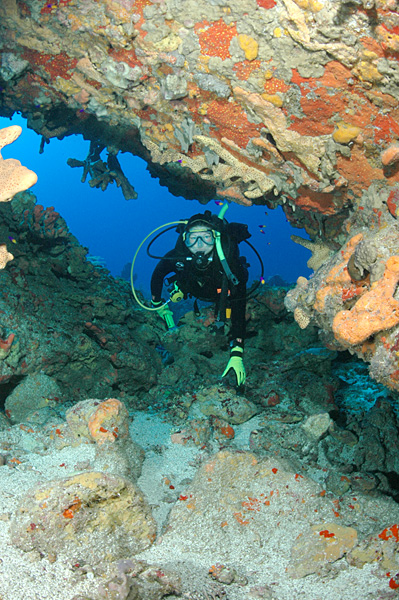
غواص في كهف
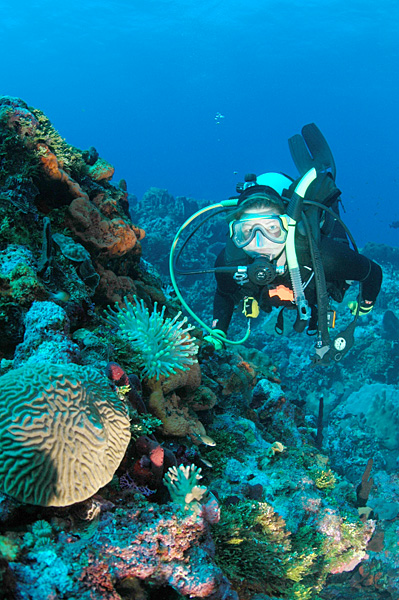
غواص بجانب شقائق النعمان
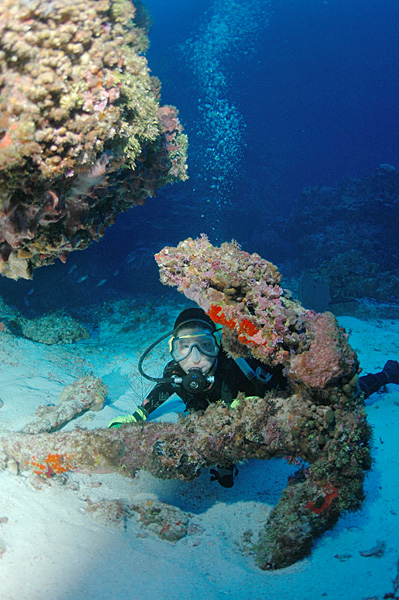
غواص بجانب مرساة قديمة
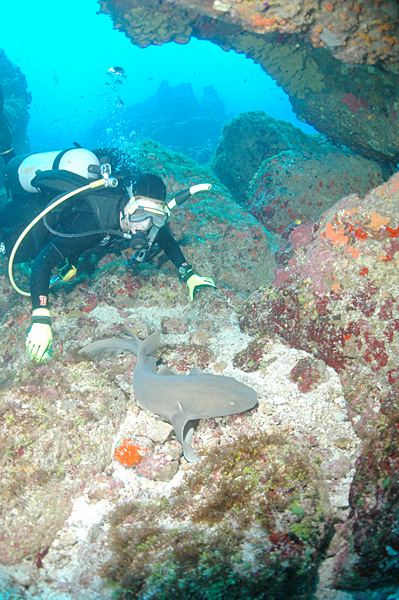
غواص في قاع البحر